# 裘莉·大塚
裘莉·大塚（Julie Otsuka，1962年5月15日—）是一名屢獲殊榮的日裔美國作家。目前住在紐約市.。